# Seznam novozelandskih fizikov
Seznam novozelandskih fizikov.

## B
- Keith Edward Bullen

## K
- Michael Joseph Kelly

## M
- Ernest Marsden

## R
- Ernest Rutherford, 1st Baron Rutherford of Nelson

## W
- Maurice Wilkins

## Z
- John Ziman